# Divizia A 1953
La Divizia A 1953 è stata la 36ª edizione del campionato di calcio rumeno, disputato tra il 14 marzo e il 15 novembre 1953 e si concluse con la vittoria finale del CCA București, al suo terzo titolo.
Capocannoniere del torneo fu Titus Ozon (Dinamo București), con 12 reti.

## Formula
Come nella stagione precedente le squadre partecipanti furono 12 e disputarono un turno di andata e ritorno per un totale di 22 partite. In vista di un aumento del numero di club partecipanti nell'anno successivo nessuna squadra retrocedette direttamente: le ultime due disputarono gli spareggi con la terza e quarta classificata della Divizia B per la permanenza nella massima serie.
Il CA Câmpulung-Moldovenesc abbandonò la competizione alla fine del girone di andata venendo così retrocessa e limitando alla penultima la partecipazione ai play-out per la permanenza nella massima serie.
Il Flacăra Petroșani cambiò nome in Minerul Petroșani.

## Squadre partecipanti
| Club                     | Città                 | Stadio | Posizione 1952      |
| ------------------------ | --------------------- | ------ | ------------------- |
| CCA București            | Bucarest              |        | Campioni di Romania |
| Știința Timișoara        | Timișoara             |        | Divizia B           |
| Locomotiva Timișoara     | Timișoara             |        | 7°                  |
| CA Câmpulung-Moldovenesc | Câmpulung Moldovenesc |        | 3°                  |
| Dinamo Bucarest          | Bucarest              |        | 2°                  |
| Locomotiva Târgu-Mureș   | Târgu Mureș           |        | 4°                  |
| Dinamo Brașov            | Brașov                |        | 10°                 |
| Flamura Roșie Arad       | Arad                  |        | 8°                  |
| Minerul Petroșani        | Petroșani             |        | 9°                  |
| Locomotiva București     | Bucarest              |        | Divizia B           |
| Progresul Oradea         | Oradea                |        | 6°                  |
| Știința Cluj             | Cluj Napoca           |        | 5°                  |

## Classifica finale
|  | Pos. | Squadra                  | Pt | G  | V  | N  | P  | GF | GS | DR  |
|  | ---- | ------------------------ | -- | -- | -- | -- | -- | -- | -- | --- |
|  | 1.   | CCA București            | 28 | 21 | 11 | 6  | 4  | 27 | 14 | +13 |
|  | 2.   | Dinamo Bucarest          | 25 | 21 | 10 | 5  | 6  | 37 | 29 | +8  |
|  | 3.   | Flamura Roșie Arad       | 24 | 21 | 9  | 6  | 6  | 31 | 24 | +7  |
|  | 4.   | Dinamo Brașov            | 23 | 21 | 7  | 9  | 5  | 35 | 27 | +8  |
|  | 5.   | Locomotiva București     | 21 | 21 | 5  | 11 | 5  | 23 | 22 | +1  |
|  | 6.   | Știința Timișoara        | 20 | 21 | 6  | 8  | 7  | 19 | 22 | -3  |
|  | 7.   | Locomotiva Târgu-Mureș   | 18 | 21 | 7  | 4  | 10 | 28 | 35 | -7  |
|  | 8.   | Știința Cluj             | 18 | 21 | 7  | 4  | 10 | 24 | 31 | -7  |
|  | 9.   | Minerul Petroșani        | 18 | 21 | 6  | 6  | 9  | 23 | 32 | -9  |
|  | 10.  | Locomotiva Timișoara     | 17 | 21 | 4  | 9  | 8  | 14 | 23 | -9  |
|  | 11.  | Progresul Oradea         | 15 | 21 | 5  | 5  | 11 | 19 | 29 | -10 |
|  | 12.  | CA Câmpulung-Moldovenesc | 15 | 21 | 5  | 5  | 1  | 14 | 16 | -2  |

Legenda:

      Campione di Romania
      Retrocessa in Divizia B
Note:

Due punti a vittoria, uno a pareggio, zero a sconfitta.

### Verdetti
- CCA București Campione di Romania 1953.
- CA Câmpulung-Moldovenesc retrocesso in Divizia B.